# Monika Hauser

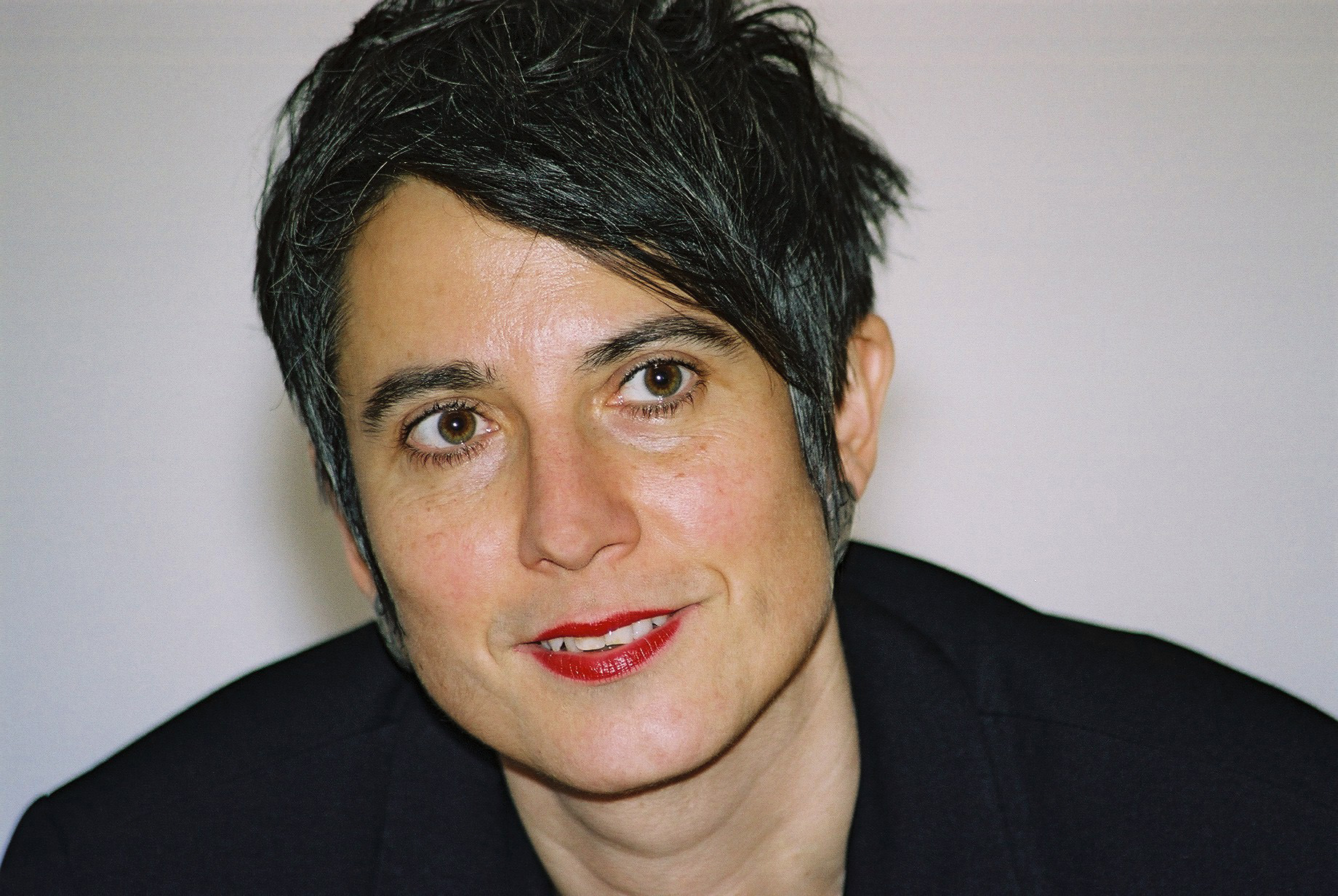
Monika Hauser (März 2004)

Monika Hauser (* 24. Mai 1959 in Thal, Schweiz) ist Fachärztin für Gynäkologie. In den 1990er Jahren gründete sie die Frauenrechtsorganisation medica mondiale mit dem Ziel, kriegstraumatisierten Frauen medizinische und psychologische Hilfe zu leisten. Für ihre Initiative nahm sie zahlreiche Auszeichnungen entgegen, unter anderem den als Alternativer Nobelpreis bekannten Right Livelihood Award 2008.

## Leben
Monika Hauser wurde 1959 in der Schweiz geboren und wuchs dort auf. Als Tochter Südtiroler Eltern ist sie italienische Staatsbürgerin. Sie studierte Medizin in Innsbruck und Bologna und erlangte 1984 ihren Abschluss. 1998 beendete sie erfolgreich ihre Ausbildung zur Fachärztin für Gynäkologie. Sie ist verheiratet mit Klaus-Peter Klauner, mit dem sie einen gemeinsamen Sohn hat. Heute lebt sie in Brühl (Rheinland).
Von 1992 bis 1994 verwirklichte Hauser mit Unterstützung bosnischer Fachfrauen das Frauentherapiezentrum Medica Zenica in Zentral-Bosnien. Das Team unterstützte die Frauen bei der Verarbeitung der traumatischen Erlebnisse. Der Verein medica mondiale e. V. wurde gegründet und das Engagement zunächst auf den Kosovo, dann Afghanistan und auf zahlreiche weitere Länder ausgedehnt. Heute setzt sich medica mondiale weltweit für Frauen und Mädchen ein, die in Konfliktgebieten sexualisierte Kriegsgewalt erlebt haben.
Im Jahr 2000 übernahm Hauser die Geschäftsführung von medica mondiale. Sie engagiert sich im Rahmen ihrer Arbeit dafür, dass die Thematik der Kriegsvergewaltigungen gesellschaftlich enttabuisiert wird und gibt dies auch entsprechend bei diversen Seminaren an einheimische Fachfrauen weiter.

## Auszeichnungen
Hauser erhielt für ihren Einsatz zahlreiche renommierte Preise und Auszeichnungen, unter anderem 1995 den Preis Frauen Europas – Deutschland, den Gustav-Heinemann-Bürgerpreis, den Annette-Barthelt-Preis und 2000 den Peter-Beier-Preis der Evangelischen Kirche im Rheinland, sowie den Rotary-Preis Trentino-Südtirol.
Von den ARD-Tagesthemen wurde sie 1993 zur Frau des Jahres gewählt. Hauser ist eine der 1.000 Frauen, die 2005 von der Initiative Friedensfrauen weltweit (PeaceWomen Across the Globe) für den Friedensnobelpreis nominiert wurden. 2007 erhielt sie den Integrationspreis der Stiftung Apfelbaum und 2008 den Right Livelihood Award (Alternativen Nobelpreis).
Die Verleihung des Bundesverdienstkreuzes lehnte Hauser im Oktober 1996 ab. Sie wollte damit ihren Protest gegen den ihrer Ansicht nach verfrühten Beginn der Rückführung von bosnischen Bürgerkriegsflüchtlingen nach Bosnien-Herzegowina deutlich machen.
Im Jahr 2009 wurde Hauser von der Südtiroler Gesellschaft für Politikwissenschaft der Titel „Politische Persönlichkeit des Jahres“ verliehen. Das Magazin Reader’s Digest zeichnete Hauser mit der Auszeichnung Europäerin des Jahres 2011 für „ihren weltweiten Einsatz für Opfer sexueller Gewalt in Kriegsgebieten“ aus. Für 2012 erhielt Monika Hauser den Staatspreis des Landes Nordrhein-Westfalen „für ihren herausragenden humanitären Einsatz“. 2017 erhielt sie die Paracelsus-Medaille der deutschen Ärzteschaft.
Ebenfalls 2017 wurde sie für «ihre herausragende Pionierarbeit zu Gunsten von Frauen, die von sexualisierten Formen der Gewalt betroffen sind» mit dem Ehrendoktorat für Staatswissenschaften (Dr. rer. publ. h. c.) der Universität St. Gallen gewürdigt.
2019 erhielt sie das Ehrenzeichen des Landes Tirol.
2023 wurde sie mit dem Menschenrechtspreis Ingrid zu Solms-Stiftung ausgezeichnet.

## Dokumentarfilm
- 2018 Monika Hauser. Ein Portrait, Edith Eisenstecken & Evi Oberkofler.